# Máquina expendedora inversa

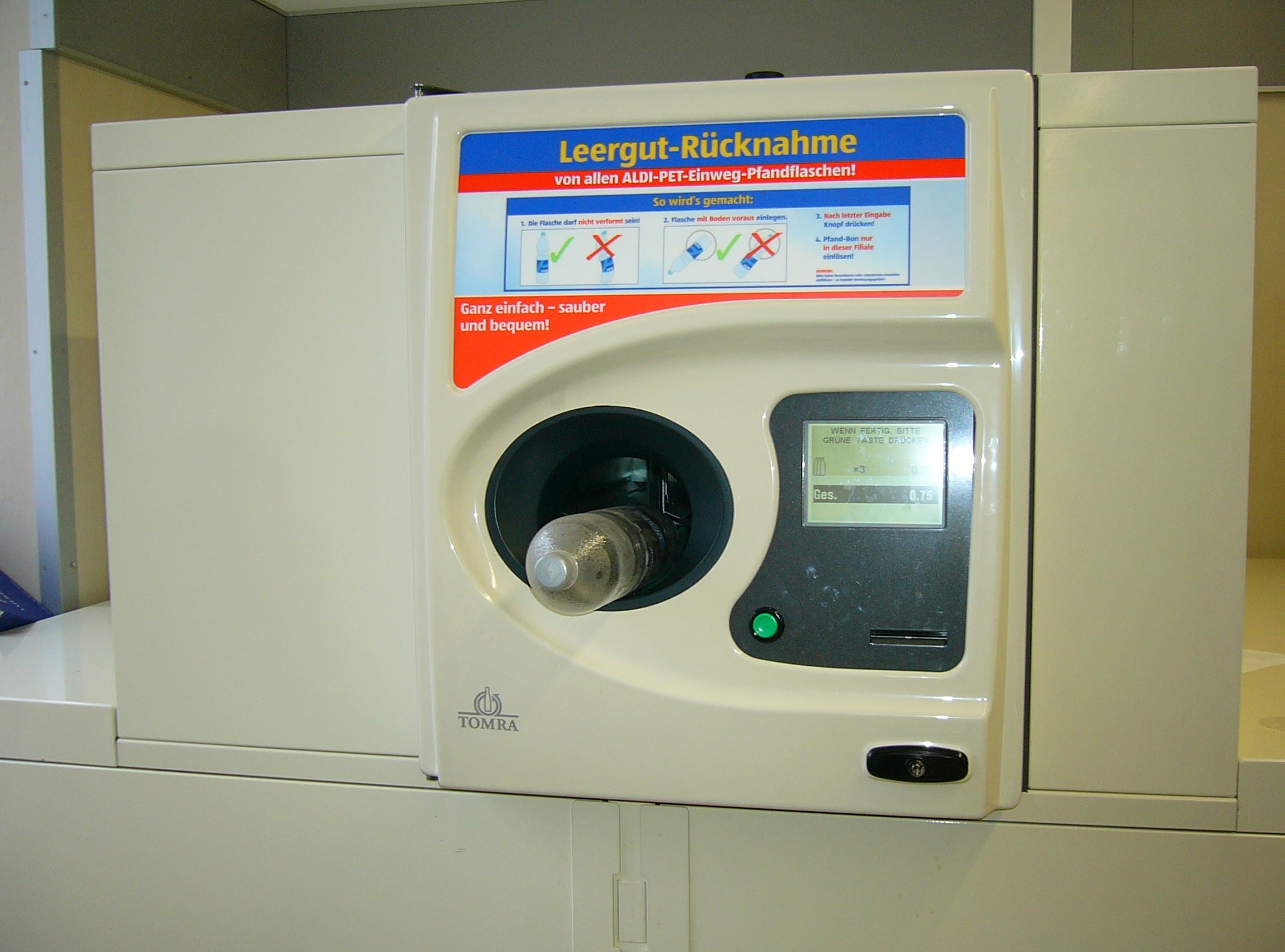
Máquina expendedora inversa en un supermercado Aldi de Alemania.

Una máquina expendedora inversa (MEI) es una máquina que recibe envases usados vacíos y a cambio devuelve dinero al usuario. El costo del envase es cobrado en la compra y luego devuelto al usuario (a veces con un pequeño incentivo adicional), lo cual fomenta una mayor tasa de reciclado de envases. Las expendedoras inversas son comunes en lugares con leyes de reciclaje obligatorio o legislación de depósito para envases. En algunos lugares, los embotelladores pagan a un grupo centralizado que a su vez le desembolsa dinero a las personas que llevan los envases. Cualquier exceso de fondos es utilizado para programas ambientales. En otros países, como Noruega, el estado obliga a que el vendedor pague por las botellas recicladas, pero deja la aplicación del sistema en manos de la industria privada.

## Operación
El usuario pone la botella o lata vacía en la abertura de ingreso, que en general solo permite que se coloquen los envases de forma horizontal y de a uno por vez. La botella o lata gira luego automáticamente; es escaneada por un escáner omnidireccional que verifica el código universal del producto Universal Product Code (UPC). Luego de ser escaneado, se identifica el envase de acuerdo con una base de datos y los envases de un solo uso son procesados y aplastados para reducir su tamaño, evitar derrames y maximizar el espacio disponible de almacenamiento.
Los envases reutilizables, en cambio, son recolectados y clasificados a mano para devolverlos a la compañía embotelladora. Las máquinas pueden utilizar un sistema de reconocimiento de materiales en vez de un lector de código de barras.

## Historia
La primera patente para una "Bottle Return and Handling Machine" se registró en los Estados Unidos en 1920.
La primera expendedora puesta en funcionamiento fue inventada y fabricada por Wicanders de Suecia a fines de los años 1950.
En 1962 una máquina automática avanzada fue diseñada por Aage Tveitan y fabricada en Noruega por su compañía Arthur Tveitan AS.
La primera máquina 3 en 1 fue inventada en 1994 por Kansmacker y está todavía en uso en Detroit, Míchigan.